# Liebigs Annalen
Liebigs Annalenは、1832年にドイツで創刊された、化学を中心に扱う学術雑誌。Liebigs Ann. または Ann. と略記される。数度の改題・統合を経て、1998年にEuropean Journal of Organic Chemistry に統合され廃刊。

## 歴史
1832年、リービッヒとヴェーラーによって Annalen der Pharmacie （「薬学の年譜」の意、ISSN 0170-2041, CODEN LACHDL）として創刊される。創刊号には編者の2人の他、ベルセリウス、ブランデス、ゲイ＝リュサック、デーベライナーなどが寄稿した。1840年（第33巻）より Annalen der Chemie und Pharmacie （「化学と薬学の年譜」の意、ISSN 0075-4617, CODEN JLACBF）と改題。
1873年にリービッヒが没すると、その名を記念し Justus Liebigs Annalen der Chemie und Pharmacie と改題。翌1874年（第173巻）より Justus Liebigs Annalen der Chemie (ISSN 0075-4617, CODEN JLACBF) となり、第二次世界大戦の影響による1945-46年の休刊をはさんで1978年（第766巻）までこのタイトルで刊行される。
1979年に表示を巻次から年次へと変更し、冊子名も Liebigs Annalen der Chemie (ISSN 0170-2041, CODEN LACHDL) と改題。1995年に Liebigs Annalen (ISSN 0947-3440, CODEN LANAEM) と改題された後、1997年に、同じ Wiley 系列で出版していたドイツの化学雑誌 Chemische Berichte および、オランダの Société Chimique Néerlandaise が発行していたフランス語の化学雑誌 Recueil des Travaux Chimiques des Pays-Bas と統合・整理され、主に有機化学と生物有機化学を扱う  Liebigs Annalen/Recueil (CODEN LIARFV) となる。
翌1998年、欧州各国の化学系学術雑誌が整理され、Liebigs Annalen/Recueil は Gazzetta Chimica Italiana、Chemische Berichte/Recueil、Bulletin des Sociétés Chimiques Belges、Bulletin de la Société Chimique de France と統合、European Journal of Organic Chemistry に引き継がれる。これにより、 Liebigs Ann. の名称は消滅した。